# Japanese Industrial Standards

Il marchio del JIS in uso dal 1º ottobre 2008.

Il marchio del JIS in uso fino al 30 settembre 2008.

La Japanese Industrial Standards (nominato di frequente con l'abbreviazione JIS) specifica gli standard per le attività industriali giapponesi di standardizzazione. È presieduto dalla Japanese Industrial Standards Committee ed è poi pubblicato con la collaborazione della Japanese Standards Association.

## Classificazione degli standard
Lo standard è nominato "JIS X 0208:1997", dove la X denota l'area di appartenenza, seguita da quattro cifre (o cinque per rispettare gli standard ISO), e la data di revisione. Le divisioni dello JIS e gli standard più importanti sono:
- A - Ingegneria civile ed architettura
- B - Ingegneria meccanica
  - JIS B 7021-1989: Classificazione dell'acqua ed il suo uso generale
  - JIS B 7512-1993: Industrie dell'acciaio
  - JIS B 7516-1987: Regole del metallo
- C - Elettronica ed ingegneria elettronica
  - JIS C 0920:2003: Codici degli IP
- D - Ingegneria automobilistica
- E - Ingegneria ferroviaria
- F - Ingegneria navale
- G - Metallurgia e materiali ferrosi
- H - Metallurgia e materiali non ferrosi
- K - Ingegneria chimica
- L - Settore tessile
- M - Estrazione mineraria
- P - Industria cartacea
- Q - Sistema amministrativo
- R - Ceramica
- S - Industria dell'elettrodomestica
- T - Apparecchi medici e sicurezza
- W - Aviazione e aeronautica
- X - Informatica e sistemi informativi
  - JIS X 0201:1997: Variante giapponese dell'ISO 646
  - JIS X 0202:1998: Standard nazionale giapponese corrispondente all'ISO 2022
  - JIS X 0208:1997: Codifica kanji a 7-bit e 8-bit.
  - JIS X 0213:2004: Codifica kanji estesa a 7-bit e 8-bit
  - JIS X 0401:1973: Codice di identificazione della prefettura di To-do-fu-ken
  - JIS X 0402:2003: Codice di identificazione per città, villaggi e paesi
  - JIS X 0408:2004: Codice di identificazione per università, scuole e college
  - JIS X 0510:2004: Codice QR
  - JIS X 3002:1992: COBOL
  - JIS X 3005-1:2002: SQL
  - JIS X 3014:2003: C++
  - JIS X 3030:1994: POSIX
  - JIS X 6054-1:1999: MIDI
  - JIS X 6241:1997: 120 mm DVD
  - JIS X 6243:1998: 120 mm DVD Rewritable Disk (DVD-RAM)
  - JIS X 6245:1999: 80 mm e 120 mm DVD-Recordable-Disk (DVD-R)
- Z - Vari settori

### Informatica
Il JIS nell'informatica svolge la funzione di standardizzazione dei vari caratteri giapponesi e cinesi.
Tra questi troviamo:
- JIS X 0201, la versione giapponese dell'ISO 646 (ASCII), contenente come base un set di caratteri ASCII a 7-bit (con qualche modifica) e 64 caratteri katakana.
  - JIS X 0208, il più usato tra le codifiche dei caratteri kanji, contenente più di 6.879 logogrammi.
  - JIS X 0213, estensione del JIS X 0208
- JIS X 0202 (conosciuto anche come ISO-2022-JP), un set di meccanismi di codifica per inviare dati di trasmissione media JIS supportando solo il formato a 7-bit.

Una variante del JIS è lo Shift-JIS contenente tutti i caratteri kanji, kana (katakana ed hiragana).
Altre alternative a questa codifica sono l'EUC (usato su sistemi Unix dove la codifica JIS è incompatibile con gli standard POSIX) e recentemente l'Unicode, particolarmente nella forma UTF-8.